# Michaël R. Roskam
Michaël R. Roskam (Sint-Truiden, 9 ottobre 1972) è un regista e sceneggiatore belga.
Nell'ambito dei Premi Oscar 2012 ha ottenuto la nomination all'Oscar al miglior film straniero per Bullhead - La vincente ascesa di Jacky.

## Filmografia
- Bullhead - La vincente ascesa di Jacky (Rundskop) (2011)
- Chi è senza colpa (The Drop) (2014)
- Le Fidèle - Una vita al massimo (Le Fidèle) (2017)

## Premi e riconoscimenti
- 2012 - Premio Magritte
  - Migliore sceneggiatura per Bullhead - La vincente ascesa di Jacky (Rundskop)